# Halichondria intermedia
Halichondria intermedia är en svampdjursart som beskrevs av Brøndsted 1924. Halichondria intermedia ingår i släktet Halichondria och familjen Halichondriidae. Inga underarter finns listade i Catalogue of Life.